# Liste der Biografien/Gard
Liste der Biografien |
Portal Biografien |
Personensuche
# |
A |
B |
C |
D |
E |
F |
G |
H |
I |
J |
K |
L |
M |
N |
O |
P |
Q |
R |
S |
T |
U |
V |
W |
X |
Y |
Z |
?
 
Ga |
Gb |
Gc |
Gd |
Ge |
Gf |
Gh |
Gi |
Gj |
Gk |
Gl |
Gm |
Gn |
Go |
Gp |
Gq |
Gr |
Gs |
Gu |
Gv |
Gw |
Gy |
Gz
 
Gaa |
Gab |
Gac |
Gad |
Gae |
Gaf |
Gag |
Gah |
Gai |
Gaj |
Gak |
Gal |
Gam |
Gan |
Gao |
Gap |
Gaq |
Gar |
Gas |
Gat |
Gau |
Gav |
Gaw |
Gax |
Gay |
Gaz
 
Gara |
Garb |
Garc |
Gard |
Gare |
Garf |
Garg |
Garh |
Gari |
Gark |
Garl |
Garm |
Garn |
Garo |
Garp |
Garr |
Gars |
Gart |
Garu |
Garv |
Garw |
Gary |
Garz
Die Liste der Biografien führt alle Personen auf, die in der deutschsprachigen Wikipedia einen Artikel haben. Dieses ist eine Teilliste mit 337 Einträgen von Personen, deren Namen mit den Buchstaben „Gard“ beginnt.

## Gard
- Gard, Hil de (* 1964), österreichische Künstlerin, Autorin und Galeristin
- Gärd, Ingvar (1921–2006), schwedischer Fußballspieler und -trainer
- Gard, Jay (* 1984), deutscher Künstler
- Gard, Leo M. (1911–1976), deutscher Archäologe und Journalist
- Gard, Maurice Eugène (1824–1890), schweizerischer Augustiner-Chorherr
- Gard, Toby (* 1972), britischer Computerspieldesigner
- Gard, Warren (1873–1929), US-amerikanischer Politiker

### Garda
- Garda, Krisztina (* 1994), ungarische Wasserballspielerin
- Gardadi, Fatima Ezzahra (* 1992), marokkanische Langstreckenläuferin
- Gardam, Jane (1928–2025), britische Schriftstellerin
- Gardano, Antonio (1509–1569), venezianischer Komponist
- Garðar Gunnlaugsson (* 1983), isländischer FußballspielerGarðar Gunnlaugsson (* 1983)

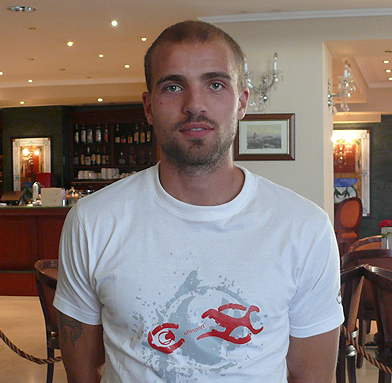
Garðar Gunnlaugsson (* 1983)

- Garðar Jóhannsson (* 1980), isländischer Fußballspieler
- Garðar Thór Cortes (* 1974), isländischer Tenor und Schauspieler
- Garðarr Svavarsson, schwedischer Wikinger
- Gardas, Hubert (* 1957), französischer Degenfechter
- Gardašević, Milica (* 1998), serbische Weitspringerin
- Gardavská, Zuzana (* 1983), tschechische Grasskiläuferin
- Gardavský, Jan (* 1989), tschechischer Grasskiläufer
- Gardavský, Vítězslav (1923–1978), tschechoslowakischer Schriftsteller, Übersetzer und Philosoph
- Gardawski, Michael (* 1990), deutscher Fußballspieler
- Gardaz, Émile (1931–2007), Schweizer Hörfunkmoderator und Schriftsteller

### Garde
- Garde, Claudia (* 1966), deutsche Regisseurin und Drehbuchautorin
- Gardé, Etienne (* 1978), deutscher Fernsehmoderator und RedakteurEtienne Gardé (* 1978)

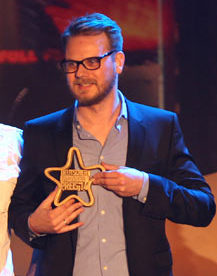
Etienne Gardé (* 1978)

- Garde, Fanny (1855–1928), dänische Keramikerin und Porzellanmalerin
- Garde, François (* 1959), französischer Autor und Beamter
- Garde, Giedo van der (* 1985), niederländischer Automobilrennfahrer
- Garde, Henry (1899–1977), deutscher Maler und Grafiker
- Garde, Laura Louisa (* 1988), deutsche Schauspielerin und Fernsehmoderatorin
- Garde, Otto (1905–1990), deutscher Versicherungskaufmann
- Garde, Rémi (* 1966), französischer Fußballspieler und -trainer
- Garde, Vilhelm (1859–1926), dänischer Marineoffizier und Polarforscher
- Gardeazábal, Juan (1923–1969), spanischer Fußballschiedsrichter
- Gardeck, Dennis (* 1994), US-amerikanischer American-Football-Spieler
- Gardei, Marion (* 1957), evangelische Pfarrerin und Antisemitismusbeauftragte
- Gardeil, Jean-Baptiste (1726–1808), französischer Arzt und Enzyklopädist
- Gardel, Carlos (1890–1935), Tango-Sänger und -KomponistCarlos Gardel (1890–1935)

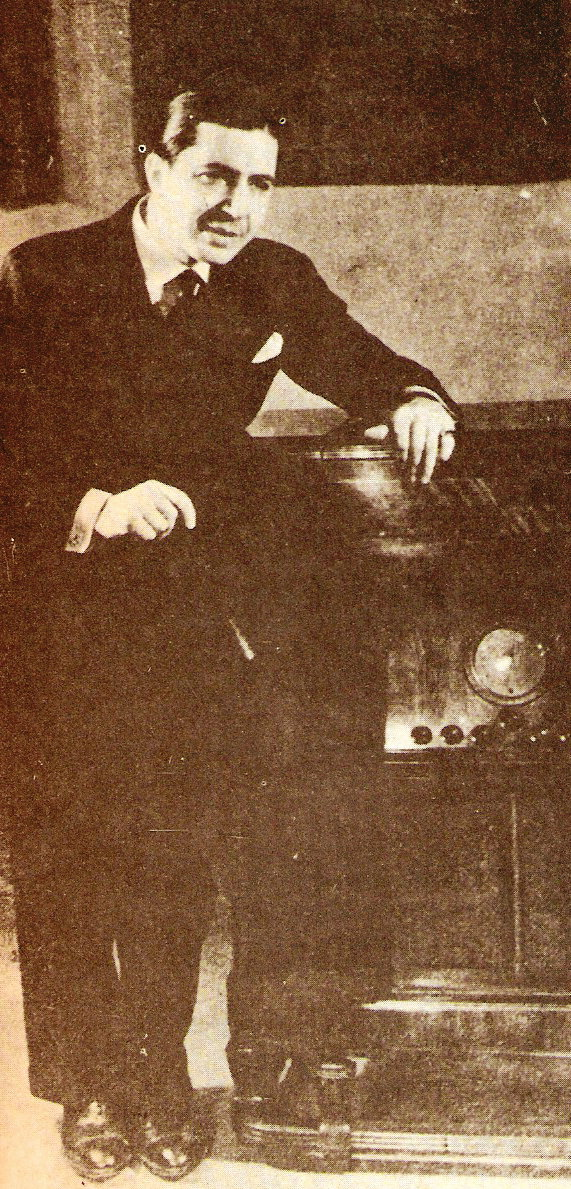
Carlos Gardel (1890–1935)

- Gardel, Gabriele (* 1977), Schweizer Autorennfahrer
- Gardel, Maximilien (1741–1787), französischer Tänzer und Choreograf
- Gardel, Pierre (1758–1840), französischer Tänzer und Choreograf
- Gardelegen, Seger von, Propst von Stendal und Protonotar der Mark Brandenburg
- Gardell, Billy (* 1969), US-amerikanischer Schauspieler und Komiker
- Gardell, Christer (* 1960), schwedischer Hedgefondsmanager und Investor
- Gardell, Jonas (* 1963), schwedischer Autor und Comedian
- Gardell, Mattias (* 1959), schwedischer Religionshistoriker
- Gardell-Ericson, Anna Maria (1853–1939), schwedische Malerin
- Gardella, Ignazio (1905–1999), italienischer Architekt und Designer
- Gardelle, Robert (1682–1766), Schweizer Maler, Kupferstecher und Radierer
- Gardelli, Lamberto (1915–1998), italienischer Dirigent
- Gardellin, Angelo (1884–1963), italienischer Radrennfahrer
- Gardemeister, Toni (* 1975), finnischer Rallyefahrer
- Gardemin, Herbert (1904–1968), deutscher Orthopäde und Hochschullehrer
- Garden, Antje (1951–1993), deutsche Fernsehansagerin und Moderatorin
- Garden, Chris (* 1950), deutsche Sängerin und Teilnehmerin am Eurovision Song Contest
- Garden, Claude (1937–2004), französisch-kanadischer Mundharmonikaspieler
- Garden, Ernst (1900–1945), deutscher Filmproduktionsleiter und ‑herstellungsleiter
- Garden, Eva (1952–1988), deutsche Filmschauspielerin
- Garden, John (1882–1968), australischer Politiker
- Garden, Mary (1874–1967), britische Opernsängerin (Sopran)
- Garden, Maxi (* 1974), deutsche Sängerin und Teilnehmerin am Eurovision Song Contest
- Garden, Peter (1924–2015), deutscher Schauspieler, Sänger und Show-Präsentator
- Garden, Rainer (* 1951), deutscher Musiker und Entertainer
- Garden, Susan, Baroness Garden of Frognal (* 1944), britische Politikerin
- Garden, Timothy, Baron Garden (1944–2007), britischer Politiker und Air Marshal
- Garden, Viola (1902–1993), österreichische Stummfilmschauspielerin
- Garden, Zofia, deutsche Comiczeichnerin
- Gardener, Jason (* 1975), britischer Sprinter und Staffel-Olympiasieger
- Gardener, Stefano (* 1990), italienischer Skilangläufer
- Gardener-Trejo, Alicia, britische Jazzmusikerin (Saxophon, Klarinette)
- Gärdenfors, Peter (* 1949), schwedischer Philosoph
- Gardenhigh, Terrence Little (* 2007), US-amerikanischer Schauspieler
- Gardenhire, Erasmus Lee (1815–1899), US-amerikanischer Jurist und Politiker
- Gardenia, Vincent (1920–1992), US-amerikanischer SchauspielerVincent Gardenia (1920–1992)

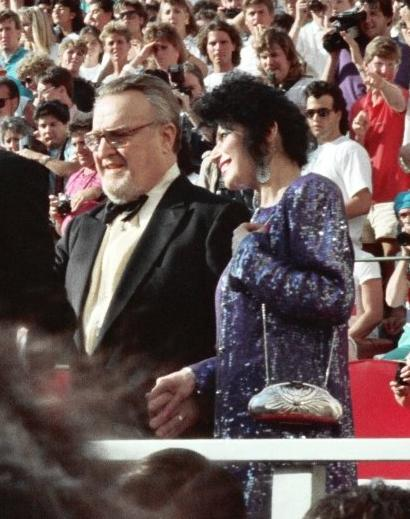
Vincent Gardenia (1920–1992)

- Gardenier, Barent (1776–1822), US-amerikanischer Jurist und Politiker
- Gardeniers-Berendsen, Til (1925–2019), niederländische Politikerin (KVP, CDA), Ministerin
- Gardens, Helmut (1914–1995), deutscher Musiker, Komponist, Liedtexter, Arrangeur und Bandleader
- Gardent, Philippe (* 1964), französischer Handballspieler und -trainer
- Garder, Michel (1916–1993), französischer Militär
- Gardère, André (1913–1977), französischer Florettfechter
- Gardère, Édward (1909–1997), französischer Fechter und Olympiasieger
- Garderen, Maarten van (* 1990), niederländischer Volleyball- und Beachvolleyballspieler
- Gardères, Dominique (* 1856), französischer Reiter
- Gärderud, Anders (* 1946), schwedischer Leichtathlet und Olympiasieger
- Gardès, Maurice (* 1945), französischer Geistlicher, emeritierter römisch-katholischer Erzbischof von Auch
- Gardès, Renée (1887–1972), französische Schauspielerin
- Gărdescu, Irina (* 1947), rumänische Schauspielerin
- Gardesoni, Antonius, italienischer Steinmetzmeister der Renaissance
- Gärdestad, Kenneth (1948–2018), schwedischer Songwriter und Architekt
- Gärdestad, Ted (1956–1997), schwedischer Sänger, Musiker und Komponist
- Gardet, Georges (1863–1939), französischer Bildhauer
- Gardette, Laure (* 1969), französische Filmeditorin
- Gardette, Pierre (1906–1973), französischer Romanist und Dialektologe
- Gardeweg, Franz Xaver (1944–2006), deutscher Kirchenmusiker, Komponist und Dirigent
- Gardeweg, Markus (* 1969), deutscher House-DJ, Musiker und A&R
- Gardeyn, Gorik (* 1980), belgischer Radrennfahrer

### Gardi
- Gardi, Francesco, italienischer Komponist
- Gardi, René (1909–2000), Schweizer Jugend- und Reiseschriftsteller
- Gardi, Tomer (* 1974), israelischer SchriftstellerTomer Gardi (* 1974)

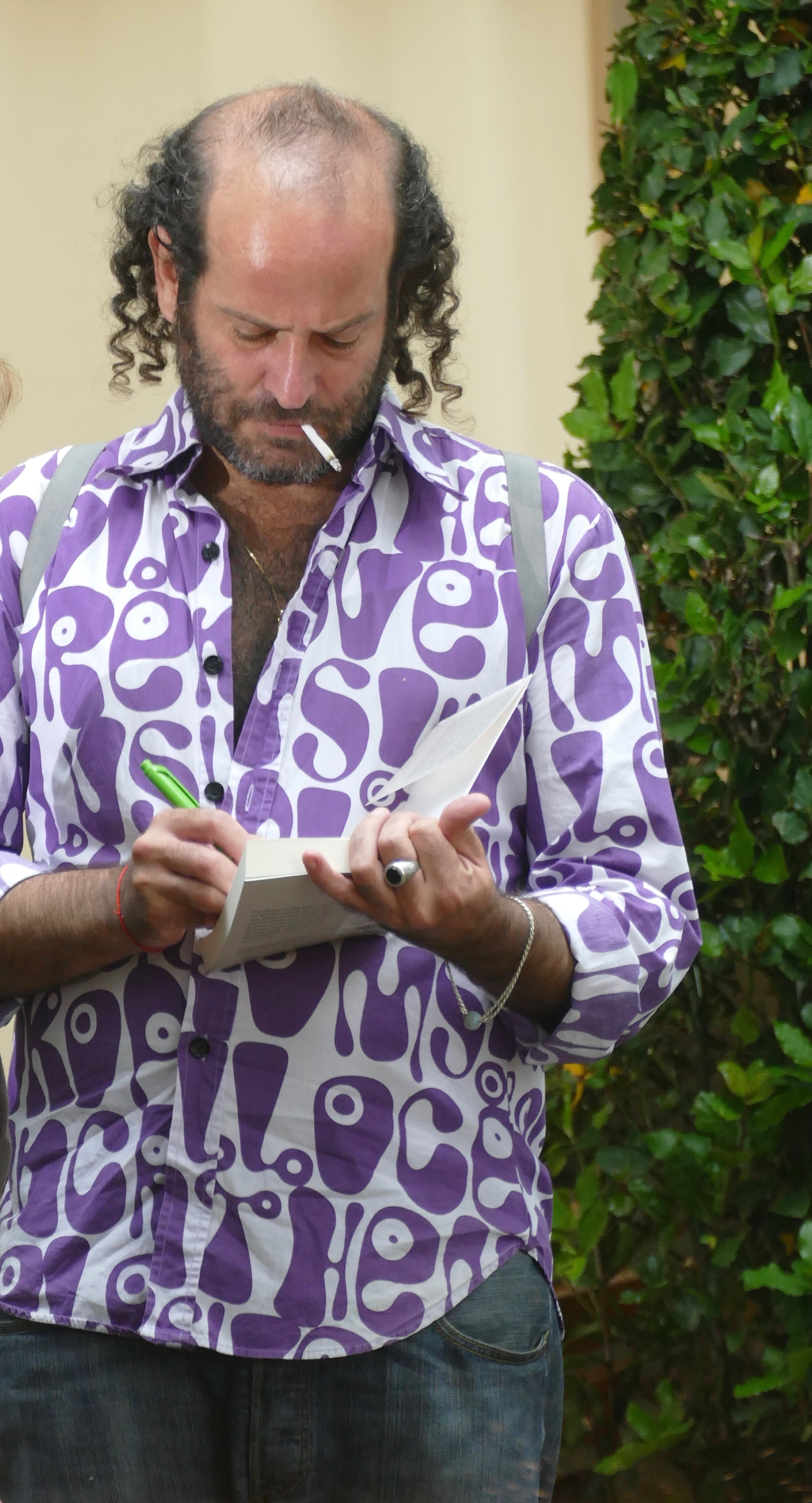
Tomer Gardi (* 1974)

- Gardias, Dorota (* 1963), polnische Krankenschwester und Gewerkschafterin
- Gardié, Christophe (* 1964), französischer Fußballspieler und -trainer
- Gardien, René (1928–2006), französischer Fußballspieler und -trainer
- Gardier, Amanda, US-amerikanische Jazzmusikerin (Saxophon)
- Gardier, François (1903–1971), belgischer Radrennfahrer
- Gardies, André (* 1939), französischer Schriftsteller
- Gardin, Cypriane, französische Schauspielerin
- Gardin, Gianfranco (1944–2024), italienischer Geistlicher, Generalminister des Minoritenordens, Kurienerzbischof der römisch-katholischen Kirche, Bischof von Treviso
- Gärdin, Gösta (1923–2015), schwedischer Armeeoffizier und Pentathlet
- Gardin, Jean Charles Émile (* 1941), französischer Ordensgeistlicher, emeritierter römisch-katholischer Bischof von Impfondo
- Gardin, Mauro (* 1961), italienischer Rugbyspieler
- Gardin, Wladimir Rostislawowitsch (1877–1965), russischer bzw. sowjetischer Filmregisseur und -schauspieler sowie Drehbuchautor
- Gardiner Buttinger, Muriel (1901–1985), US-amerikanische Psychoanalytikerin und Autorin
- Gardiner, Addison (1797–1883), US-amerikanischer Jurist und Politiker
- Gardiner, Ainsley, neuseeländische Filmproduzentin, Filmregisseurin und Drehbuchautorin
- Gardiner, Alan (1879–1963), britischer Ägyptologe
- Gardiner, Allen (1794–1851), britischer Marineoffizier und Missionar
- Gardiner, Andy (* 1967), britischer Basketballspieler
- Gardiner, Angelika (* 1941), deutsche Journalistin und Politaktivistin
- Gardiner, Anthony W. (1820–1885), Präsident von Liberia
- Gardiner, Bob (* 1936), australischer Geher
- Gardiner, Bob (1951–2005), US-amerikanischer Animator
- Gardiner, Boris (* 1946), jamaikanischer Sänger, Songwriter und Bassist
- Gardiner, Bruce (* 1972), kanadischer Eishockeyspieler
- Gardiner, Chuck (1904–1934), kanadischer Eishockeyspieler
- Gardiner, Dean (* 1988), irischer Amateurboxer im Superschwergewicht
- Gardiner, Frederick (1895–1983), kanadischer Politiker
- Gardiner, George (1877–1954), irischer Boxer im Halbschwergewicht
- Gardiner, Gerald, Baron Gardiner (1900–1990), britischer Jurist und Politiker
- Gardiner, Harry (* 1871), US-amerikanischer Gebäudekletterer
- Gardiner, Henry Balfour (1877–1950), englischer Komponist
- Gardiner, Herb (1891–1972), kanadischer Eishockeyspieler
- Gardiner, Jake (* 1990), US-amerikanischer Eishockeyspieler
- Gardiner, James (1930–2016), US-amerikanischer Ruderer
- Gardiner, James Garfield (1883–1962), kanadischer Politiker
- Gardiner, Jessica (* 1993), australische Endurosportlerin
- Gardiner, John Eliot (* 1943), britischer Dirigent und ChorleiterJohn Eliot Gardiner (* 1943)

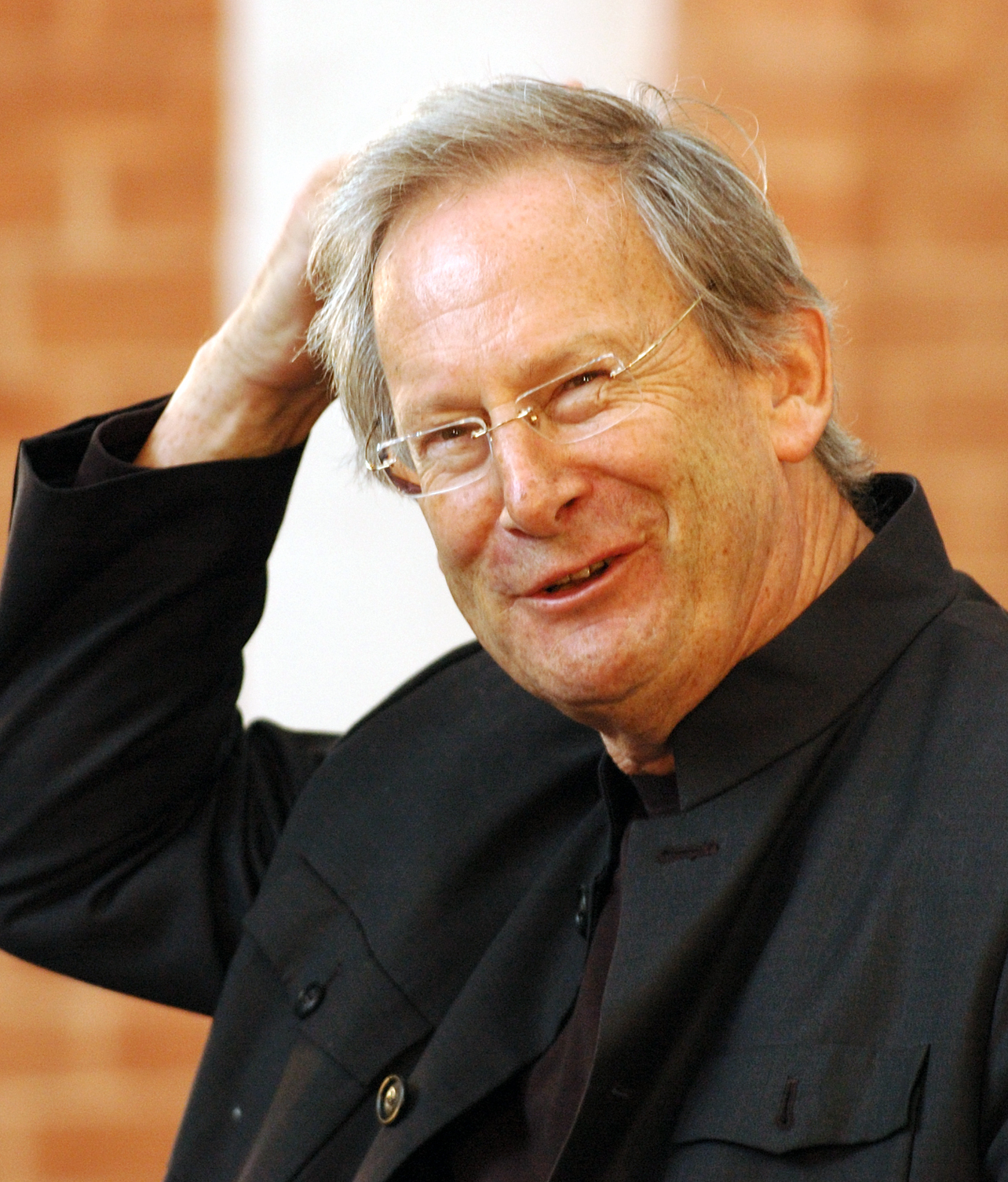
John Eliot Gardiner (* 1943)

- Gardiner, John Reynolds (1944–2006), US-amerikanischer Schriftsteller
- Gardiner, John Stanley (1872–1946), britischer Zoologe
- Gardiner, John, Baron Gardiner of Kimble (* 1956), britischer Life Peer
- Gardiner, Juliet (* 1945), britische Historikerin
- Gardiner, Kate (1885–1974), Bergsteigerin
- Gardiner, Lion (1599–1663), englischer Offizier
- Gardiner, Lizzy (* 1966), australische Kostümbildnerin
- Gardiner, Lynedoch (1820–1897), General der britischen Armee
- Gardiner, Marguerite, Countess of Blessington (1789–1849), britisch-irische Schriftstellerin, Klatschkolumnistin, Salonière und Schönheit
- Gardiner, Mary, australische Programmiererin und Webaktivistin
- Gardiner, Meg (* 1957), US-amerikanische Schriftstellerin
- Gardiner, Paula, britische Jazzmusikerin (Kontrabass, auch Gitarre, Flöte) und Komponistin
- Gardiner, Pauline (* 1947), neuseeländische Politikerin
- Gardiner, Peter (* 1968), schwedischer SchauspielerPeter Gardiner (* 1968)

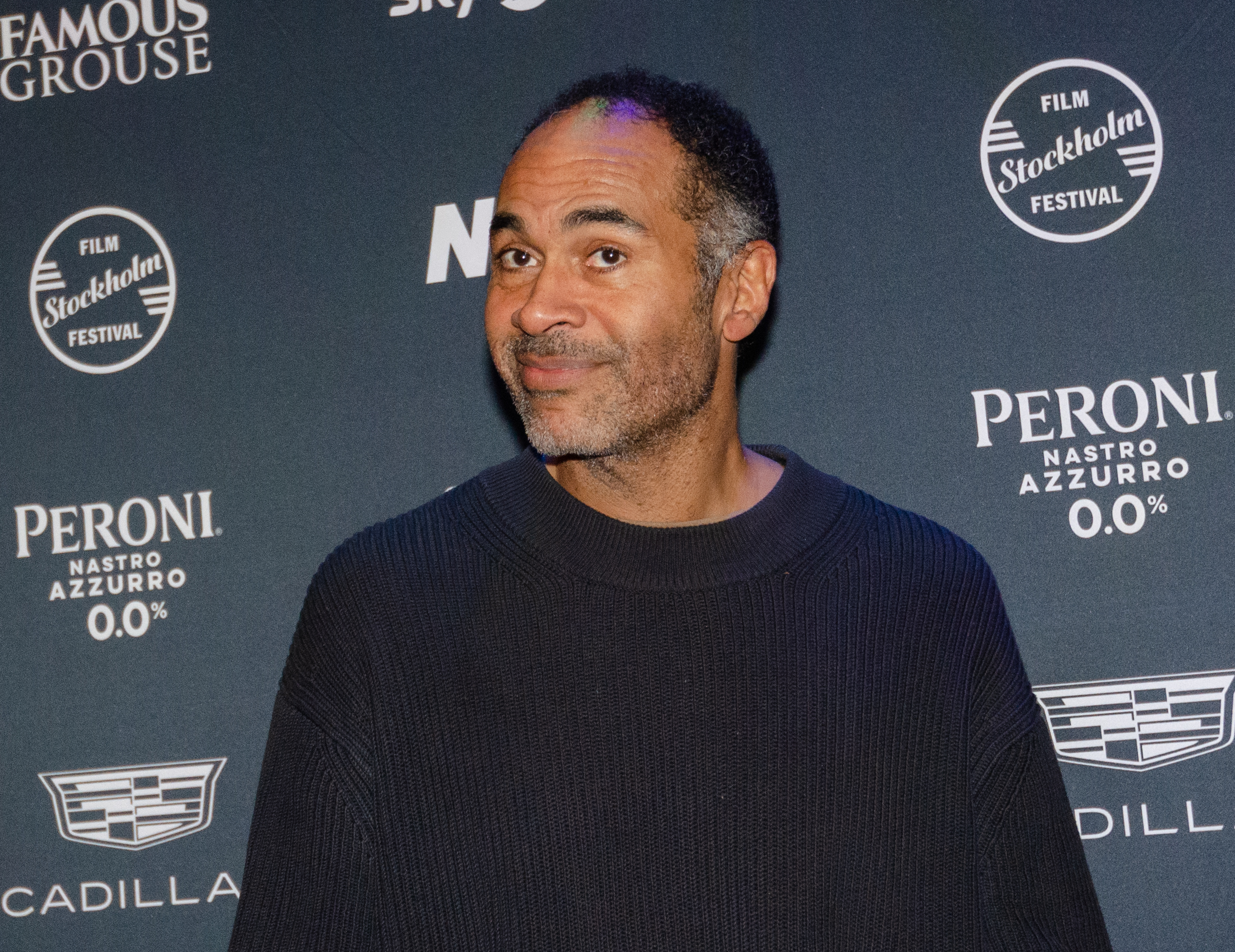
Peter Gardiner (* 1968)

- Gardiner, Reginald (1903–1980), britischer Schauspieler
- Gardiner, Rija Vatomanga (* 1999), madagassischer Sprinter
- Gardiner, Robert Hallowell (1855–1924), US-amerikanischer Rechtsanwalt und eine der Führungsfiguren der frühen Ökumenischen Bewegung
- Gardiner, Ruth M. (1914–1943), amerikanische Krankenschwester
- Gardiner, Samuel Rawson (1829–1902), britischer Historiker
- Gardiner, Stephan († 1555), englischer Reformist und Staatsmann, Lordkanzler von EnglandStephan Gardiner († 1555)

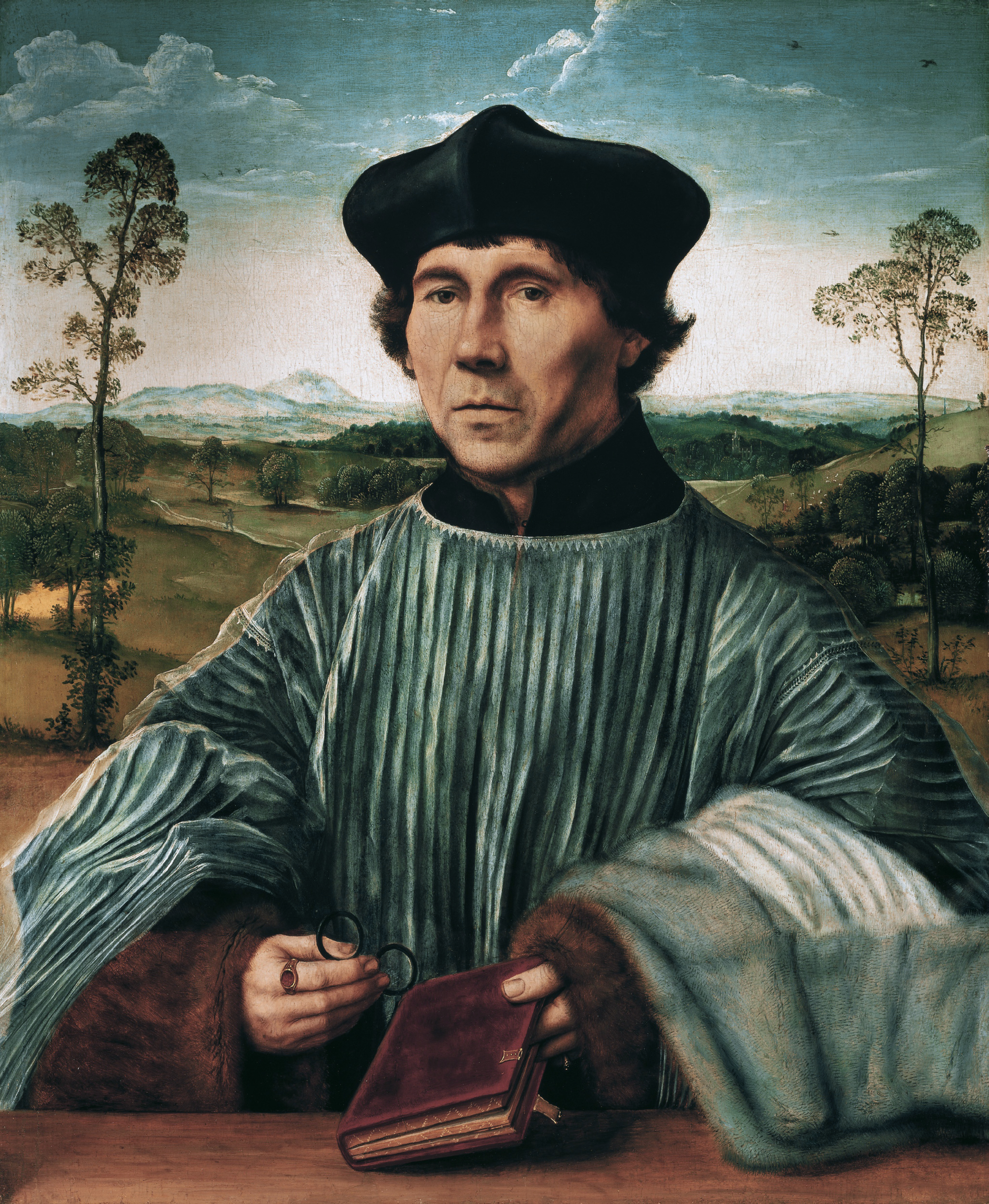
Stephan Gardiner († 1555)

- Gardiner, Stephen Mark (* 1967), US-amerikanischer Philosoph
- Gardiner, Steven (* 1995), bahamaischer Sprinter
- Gardiner, Walter (1859–1941), britischer Botaniker
- Gardiner, William Tudor (1892–1953), US-amerikanischer Politiker
- Gardiner, Willie (1929–2007), schottischer Fußballspieler
- Gårding, Lars (1919–2014), schwedischer Mathematiker
- Gårdinger, Malte (* 2000), schwedischer Schauspieler
- Gardini, Andrea (* 1965), italienischer Volleyballspieler und -trainer
- Gardini, Carlos (1948–2017), argentinischer Redakteur, Schriftsteller und Übersetzer
- Gardini, Elisabetta (* 1956), italienische Politikerin (Forza Italia), Mitglied der Camera dei deputati, MdEP
- Gardini, Fausto (1930–2008), italienischer Tennisspieler
- Gardini, Girolamo, Geschäftsführer von Ferrari
- Gardini, Raul (1933–1993), italienischer Unternehmer
- Gardiol, Irène (* 1937), Schweizer Politikerin (GPS)
- Gärditz, Klaus Ferdinand (* 1975), deutscher Rechtswissenschaftler
- Gardizi, Abu Said, persisch-muslimischer Geograph und Historiker

### Gardn
- Gardner, Abraham B. (1819–1881), US-amerikanischer Politiker, Anwalt und Vizegouverneur
- Gardner, Alex (* 1991), schottischer Sänger
- Gardner, Alexander (1821–1882), US-amerikanischer Fotograf
- Gardner, Alfred L. (* 1937), US-amerikanischer Mammaloge
- Gardner, Alice (1854–1927), englische Althistorikerin
- Gardner, Anthony (* 1980), englischer Fußballspieler
- Gardner, Arthur (1910–2014), US-amerikanischer Film- und Fernsehproduzent und Schauspieler
- Gardner, Ashleigh (* 1997), australische Cricketspielerin
- Gardner, Augustus Peabody (1865–1918), US-amerikanischer Politiker

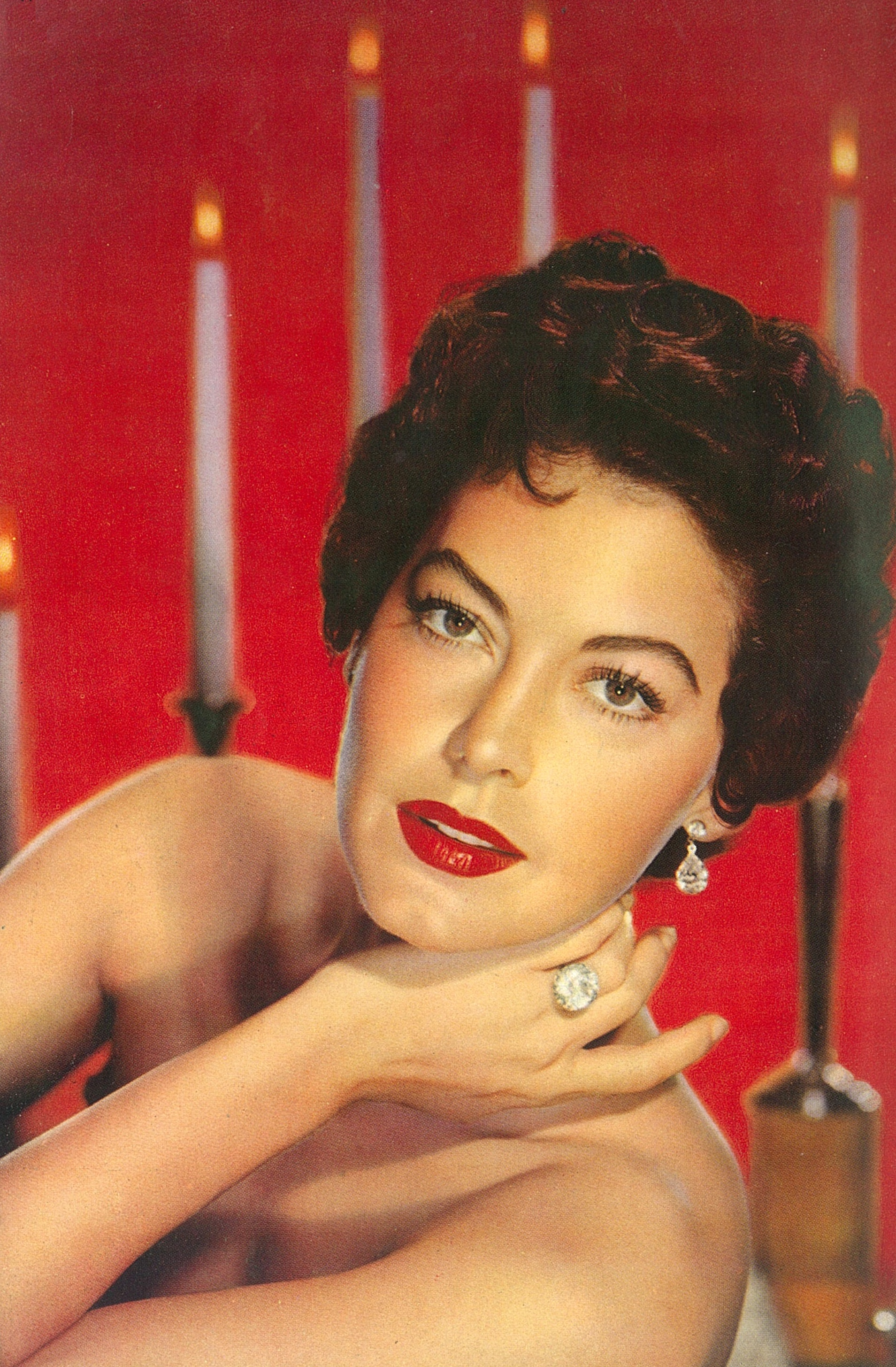
Ava Gardner (1922–1990)

- Gardner, Ava (1922–1990), US-amerikanische SchauspielerinAva Gardner (1922–1990)
- Gardner, Becca (* 1990), US-amerikanische Schauspielerin
- Gardner, Bob (1847–1887), schottischer Fußballspieler
- Gardner, Bob (* 1935), US-amerikanischer Hochspringer
- Gardner, Booth (1936–2013), US-amerikanischer Politiker
- Gardner, Brett (* 1983), US-amerikanischer Baseball-Spieler
- Gardner, Bruce (1942–2008), US-amerikanischer Agrarökonom
- Gardner, Bunk (* 1933), US-amerikanischer Fusionmusiker
- Gardner, Burgess (1936–2021), US-amerikanischer Jazzmusiker (Trompete, Arrangement)
- Gardner, Buzz (1931–2004), US-amerikanischer Jazz- und Rockmusiker
- Gardner, Cal (1924–2001), kanadischer Eishockeyspieler und -trainer
- Gardner, Chris (* 1954), US-amerikanischer Broker und MillionärChris Gardner (* 1954)

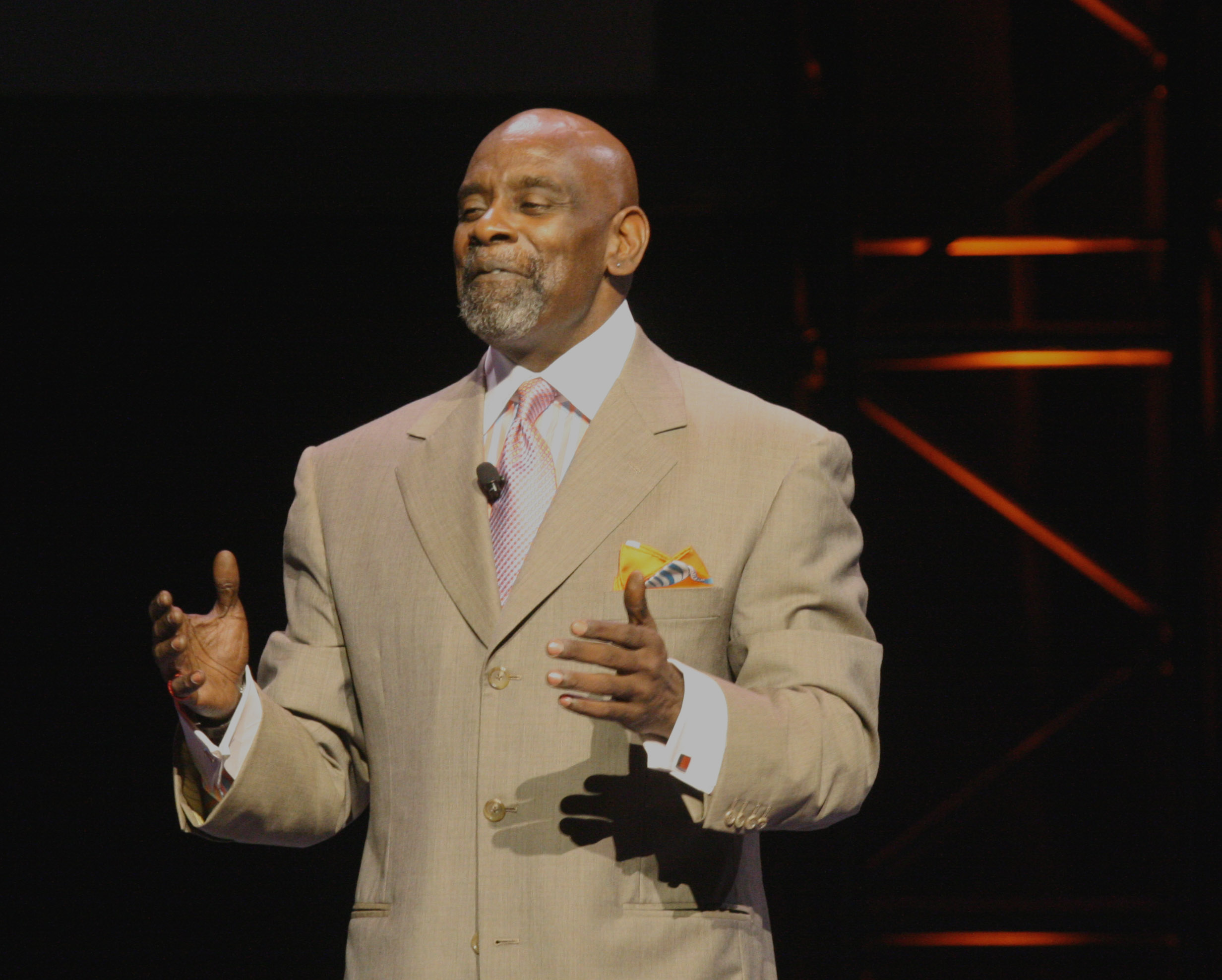
Chris Gardner (* 1954)

- Gardner, Clifford (1924–2013), US-amerikanischer Mathematiker
- Gardner, Cory (* 1974), US-amerikanischer Politiker
- Gardner, Craig (* 1986), englischer Fußballspieler
- Gardner, Craig Shaw (* 1949), US-amerikanischer Fantasy-Autor
- Gardner, Dale (1948–2014), US-amerikanischer Astronaut
- Gardner, Dan (* 1968), kanadischer Autor
- Gardner, Dana (* 1950), US-amerikanischer Vogelillustrator
- Gardner, Daniel (1750–1805), englischer Maler
- Gardner, Dave (1952–2023), kanadischer Eishockeyspieler und -trainer
- Gardner, David J., US-amerikanischer Komponist und Arrangeur
- Gardner, Dede (* 1967), US-amerikanische Filmproduzentin
- Gardner, Derek (1931–2011), britischer Automobildesigner
- Gardner, Derrick (* 1965), US-amerikanischer Jazzmusiker (Trompete, Komposition)
- Gardner, Dora (1912–1994), britische Hochspringerin
- Gardner, Ed (1901–1963), US-amerikanischer Schauspieler und Drehbuchautor
- Gardner, Edmund Garratt (1869–1935), britischer Romanist und Italianist
- Gardner, Edward Joseph (1898–1950), US-amerikanischer Politiker
- Gardner, Elizabeth (* 1980), australische Freestyle-Skisportlerin
- Gardner, Elizabeth Jane (1837–1922), US-amerikanische, später französische Genremalerin
- Gardner, English (* 1992), US-amerikanische Leichtathletin
- Gardner, Erle Stanley (1889–1970), US-amerikanischer Krimi-SchriftstellerErle Stanley Gardner (1889–1970)

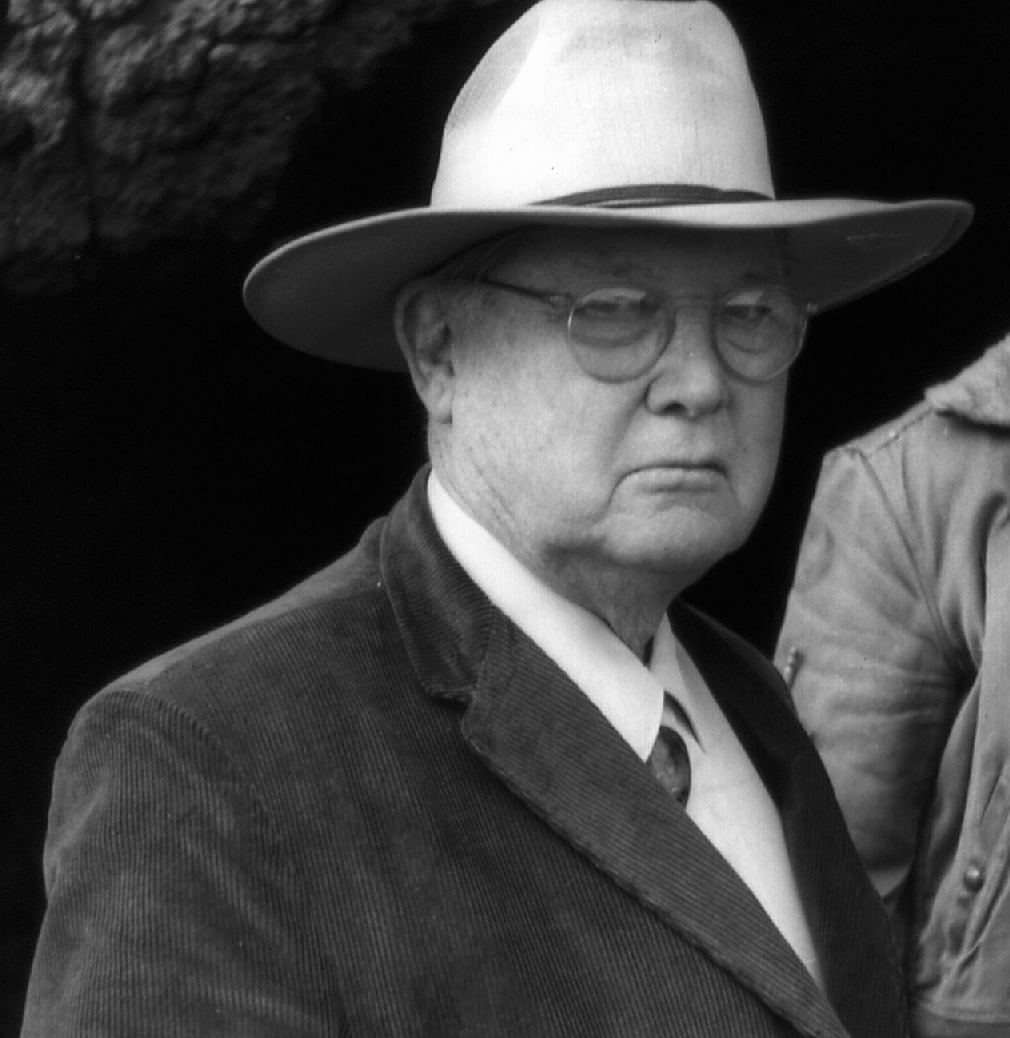
Erle Stanley Gardner (1889–1970)

- Gardner, Ernest Arthur (1862–1939), britischer Klassischer Archäologe
- Gardner, Francis (1771–1835), US-amerikanischer Politiker
- Gardner, Francis Jacob (1714–1796), britisch-russischer Unternehmer und Porzellanfabrikant
- Gardner, Frank (1872–1937), US-amerikanischer Politiker
- Gardner, Frank (1930–2009), australischer Automobilrennfahrer
- Gardner, Franklin (1823–1873), General der Konföderierten im Amerikanischen Bürgerkrieg
- Gardner, Freddy (1910–1950), britischer Jazzmusiker und Bandleader
- Gardner, Frederick D. (1869–1933), US-amerikanischer Politiker
- Gardner, Gary (* 1992), englischer Fußballspieler
- Gardner, Gerald Brosseau (1884–1964), englischer Kolonialbeamter, Autor, Okkultist und der Begründer der Wicca-ReligionGerald Brosseau Gardner (1884–1964)

Gerald Brosseau Gardner (1884–1964)

- Gardner, Gideon (1759–1832), US-amerikanischer Politiker
- Gardner, Graham (* 1975), britischer Schriftsteller
- Gardner, Guy Spence (* 1948), US-amerikanischer Astronaut
- Gardner, Helen (1878–1946), US-amerikanische Kunsthistorikerin
- Gardner, Helen Louise (1908–1986), britische Literaturkritikerin und Literaturwissenschaftlerin
- Gardner, Henry (1818–1892), US-amerikanischer Politiker
- Gardner, Herb (1934–2003), US-amerikanischer Cartoonist, Dramatiker und Drehbuchautor
- Gardner, Herb, US-amerikanischer Jazzmusiker
- Gardner, Howard (* 1943), US-amerikanischer Erziehungswissenschaftler, Professor für Erziehungswissenschaften, Psychologie und NeurologieHoward Gardner (* 1943)

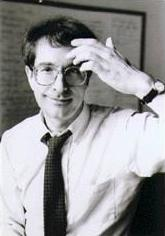
Howard Gardner (* 1943)

- Gardner, Irvine Clifton (1889–1972), US-amerikanischer Physiker
- Gardner, Isabella Stewart (1840–1924), US-amerikanische Kunstsammlerin, Philanthropin und Mäzenin
- Gardner, Iwan Alexejewitsch (1898–1984), russischer Geistlicher und Musikwissenschaftler
- Gardner, Jacco (* 1988), niederländischer Musiker
- Gardner, Jack (1903–1957), US-amerikanischer Jazzpianist und Songwriter
- Gardner, Jack (1926–1978), englischer Boxer
- Gardner, James Alan (* 1955), kanadischer Science-Fiction-Autor
- Gardner, James Carson (* 1933), US-amerikanischer Politiker
- Gardner, James H. (1910–2000), US-amerikanischer Basketballspieler und -trainer
- Gardner, Jane F. (1934–2023), britische Althistorikerin
- Gardner, Jason (* 1980), US-amerikanischer Basketballspieler
- Gardner, Jeff (* 1953), US-amerikanischer Pianist und Komponist des Modern Jazz sowie Hochschullehrer und Autor
- Gardner, Jimmy (1924–2010), britischer Schauspieler
- Gardner, Joe (1943–2002), US-amerikanischer Jazzmusiker und Arrangeur
- Gardner, John (1697–1764), britischer Jurist, Politiker und Offizier
- Gardner, John (1747–1808), US-amerikanischer Landwirt und Delegierter des Kontinentalkongresses für Rhode Island
- Gardner, John (1933–1982), amerikanischer Autor
- Gardner, John (1965–2019), britischer Rechtsphilosoph
- Gardner, John Edmund (1926–2007), britischer Schriftsteller
- Gardner, John J. (1845–1921), US-amerikanischer Politiker
- Gardner, John Lowell (1837–1898), US-amerikanischer Geschäftsmann und Kunstsammler
- Gardner, John W. (1912–2002), US-amerikanischer Politiker
- Gardner, Joseph (1752–1794), US-amerikanischer Politiker
- Gardner, Joseph Martin Luther (1970–2008), US-amerikanischer Mörder
- Gardner, Julia A. (1882–1960), US-amerikanische Malakologin und Paläontologin
- Gardner, June (1930–2010), US-amerikanischer R&B- und Jazzmusiker
- Gardner, Keith (1929–2012), jamaikanischer Leichtathlet
- Gardner, Kevin (* 1981), kanadischer Eishockeyspieler
- Gardner, Kim (1948–2001), englischer Rockmusiker (Bass)
- Gardner, Lauren, US-amerikanische Ingenieurin und Epidemiologin
- Gardner, Laurence (1943–2010), britischer Autor
- Gardner, Leonard (* 1933), US-amerikanischer Schriftsteller
- Gardner, Lisa (* 1971), US-amerikanische Autorin
- Gardner, Martin (1914–2010), US-amerikanischer WissenschaftsjournalistMartin Gardner (1914–2010)

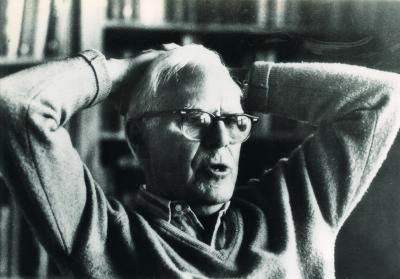
Martin Gardner (1914–2010)

- Gardner, Maureen (1928–1974), britische Leichtathletin
- Gardner, Meredith (1912–2002), US-amerikanischer Linguist und Codeknacker
- Gardner, Meredith (* 1961), kanadische Freestyle-Skisportlerin
- Gardner, Mills (1830–1910), US-amerikanischer Politiker
- Gardner, Obadiah (1852–1938), US-amerikanischer Politiker
- Gardner, Oliver Max (1882–1947), US-amerikanischer Politiker, Gouverneur von North Carolina (1929–1933)
- Gardner, Otto, US-amerikanischer Jazzmusiker (Bass)
- Gardner, Paul (* 1956), kanadischer Eishockeyspieler und -trainer
- Gardner, Percy (1846–1937), britischer Klassischer Archäologe und Numismatiker
- Gardner, Peter (1925–1996), australischer Hürdenläufer
- Gardner, Phyllis (1890–1939), britische Künstlerin und Autorin, Geliebte von Rupert Brooke
- Gardner, Randy (* 1958), US-amerikanischer Eiskunstläufer
- Gardner, Ricardo (* 1978), jamaikanischer Fußballspieler
- Gardner, Richard A. (1931–2003), US-amerikanischer Kinderpsychiater
- Gardner, Richard L. (* 1943), britischer Biologe
- Gardner, Richard N. (1927–2019), US-amerikanischer Wirtschaftswissenschaftler, Jurist und Diplomat
- Gardner, Robert (1890–1956), US-amerikanischer Golfer und Stabhochspringer
- Gardner, Robert Allen (1930–2021), US-amerikanischer Verhaltensforscher und Hochschullehrer
- Gardner, Robert Brown (1939–1998), US-amerikanischer Mathematiker
- Gardner, Robert H. (* 1947), US-amerikanischer Dokumentarfilmer, Filmproduzent, Filmregisseur und Drehbuchautor
- Gardner, Roland (1912–1989), britischer Autorennfahrer
- Gardner, Ronnie (1961–2010), US-amerikanischer Mörder
- Gardner, Roy (1884–1940), US-amerikanischer Eisenbahn- und Juwelenräuber und Ausbruchskünstler
- Gardner, Rulon (* 1971), US-amerikanischer Ringer und Olympiasieger
- Gardner, Ryan (* 1978), schweizerisch-kanadischer Eishockeyspieler
- Gardner, Sally (* 1954), britische Bilder- und Kinderbuchautorin
- Gardner, Samuel (1891–1984), US-amerikanischer Komponist und Violinist
- Gardner, Sauce (* 2000), US-amerikanischer American-Football-Spieler
- Gardner, Sonia (* 1962), marokkanisch-US-amerikanische Hedgefonds-Managerin
- Gardner, Stanley (1890–1945), kanadischer Pianist und Musikpädagoge
- Gardner, Steve (* 1958), englischer Fußballspieler
- Gardner, Sue (* 1967), kanadische Journalistin, Geschäftsführerin der Wikimedia Foundation
- Gardner, Taimane (* 1989), US-amerikanische Ukulelespielerin und Komponistin
- Gardner, Teddy (1922–1977), britischer Boxer
- Gardner, Trixie, Baroness Gardner of Parkes (1927–2024), britische Politikerin (Conservative) und Zahnärztin
- Gardner, Vincent (* 1972), US-amerikanischer Jazzposaunist, Komponist und Musikpädagoge
- Gardner, Virginia (* 1995), US-amerikanische SchauspielerinVirginia Gardner (* 1995)

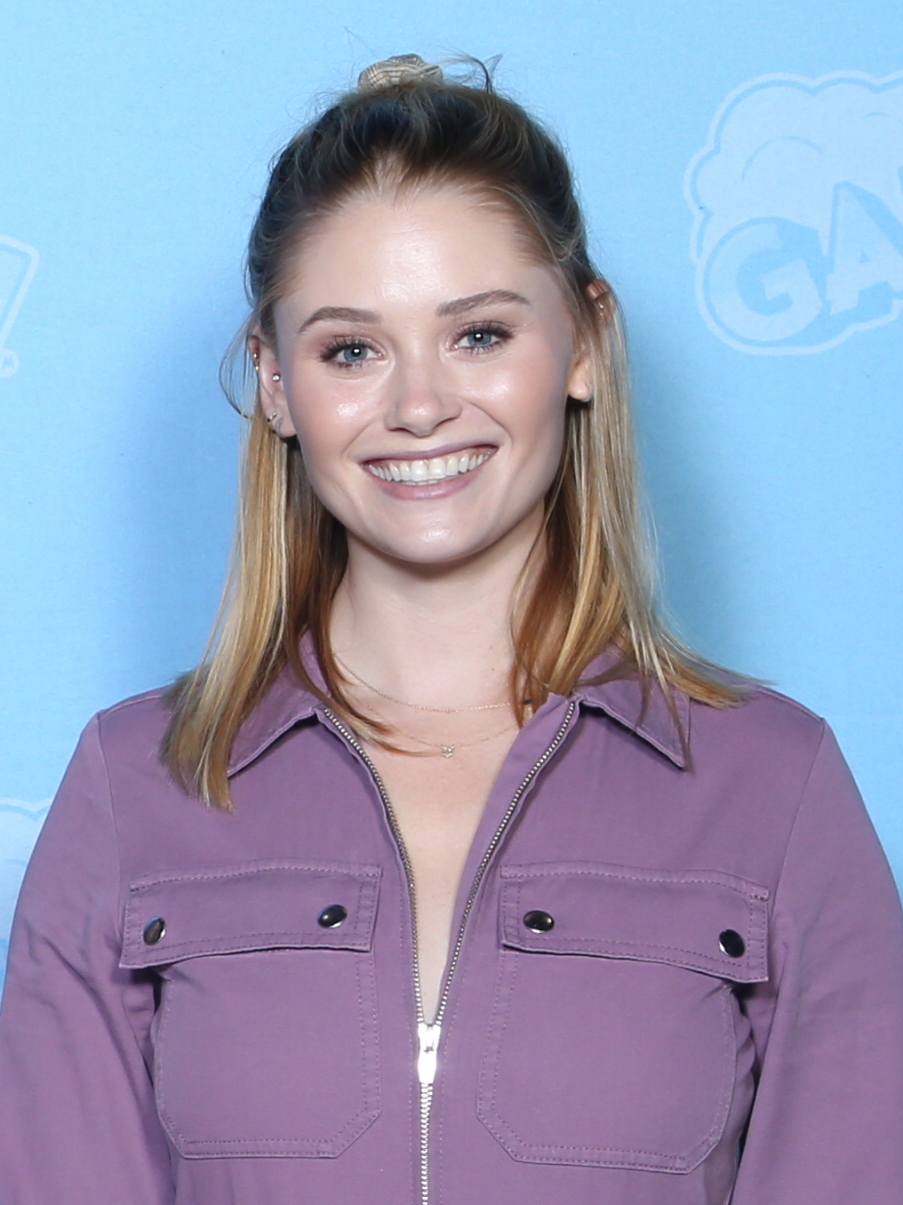
Virginia Gardner (* 1995)

- Gardner, Washington (1845–1928), US-amerikanischer Politiker
- Gardner, Wayne (* 1959), australischer Motorradrennfahrer und Weltmeister
- Gardner, William Montgomery (1824–1901), General der Konföderierten im Amerikanischen Bürgerkrieg
- Gardner-Johnson, C. J. (* 1997), US-amerikanischer American-Football-SpielerC. J. Gardner-Johnson (* 1997)

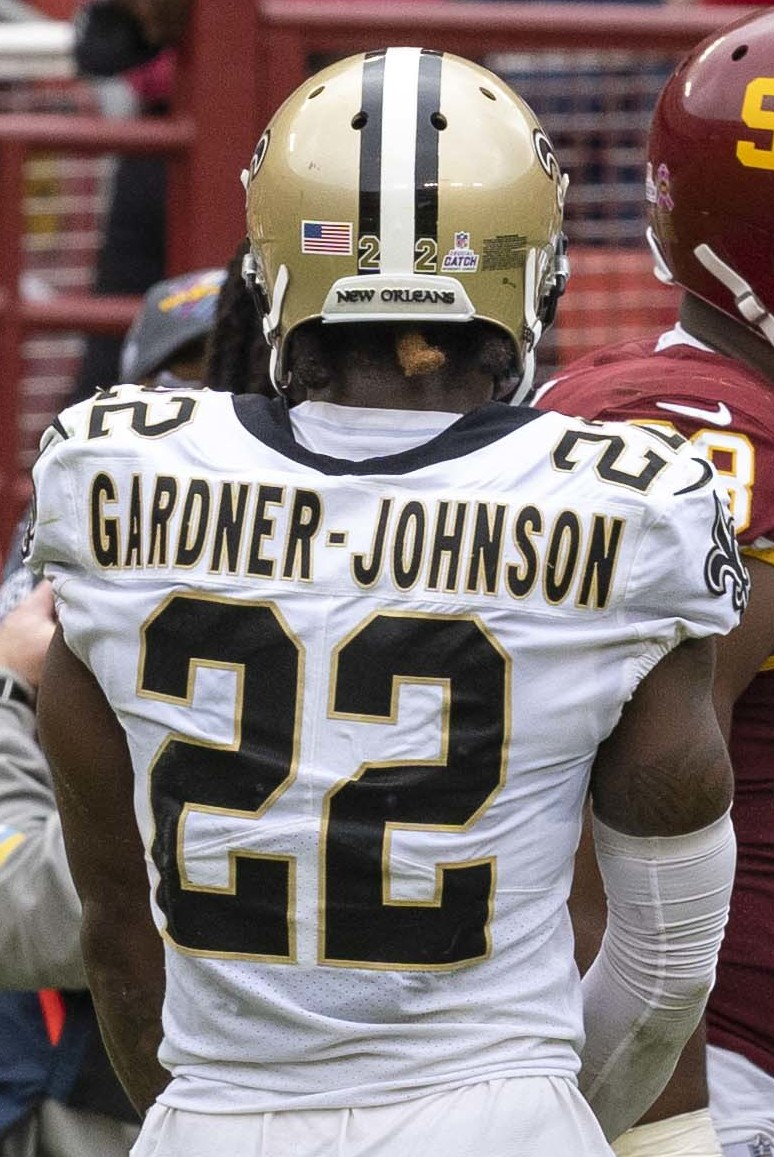
C. J. Gardner-Johnson (* 1997)

### Gardo
- Gardocki, Chris (* 1970), US-amerikanischer American-Football-Spieler
- Gardocki, Lech (* 1944), polnischer Rechtswissenschaftler
- Gardolińska, Marta (* 1988), polnische Dirigentin
- Gardom, Garde (1924–2013), kanadischer Politiker, Vizegouverneur von British Columbia
- Gardoni, Celine, französische Bogenbiathletin
- Gardoni, Sebastien (* 1972), französischer Bogenbiathlet
- Gardony, Laszlo (* 1956), amerikanischer Jazzmusiker (Piano, Komposition) und Hochschullehrer
- Gárdonyi, Géza (1863–1922), ungarischer Schriftsteller
- Gárdonyi, Zoltán (1906–1986), ungarischer Komponist, Musikwissenschaftler, Professor
- Gárdonyi, Zsolt (* 1946), ungarischer Komponist
- Gardoque, Joadel (* 2003), französischer Beachvolleyballspieler
- Gardoqui, Diego de (1735–1798), spanischer Kaufmann und Diplomat
- Gardoș, Florin (* 1988), rumänischer Fußballspieler
- Gardos, Kariel (1921–2000), israelischer Karikaturist
- Gárdos, Péter (* 1948), ungarischer Dokumentarfilmer und Autor
- Gardos, Robert (* 1979), österreichischer Tischtennisspieler
- Gardosch, Peter (1930–2022), Holocaust-Überlebender und Autor
- Gardot, Melody (* 1985), US-amerikanische Singer-Songwriterin in Pop und JazzMelody Gardot (* 1985)

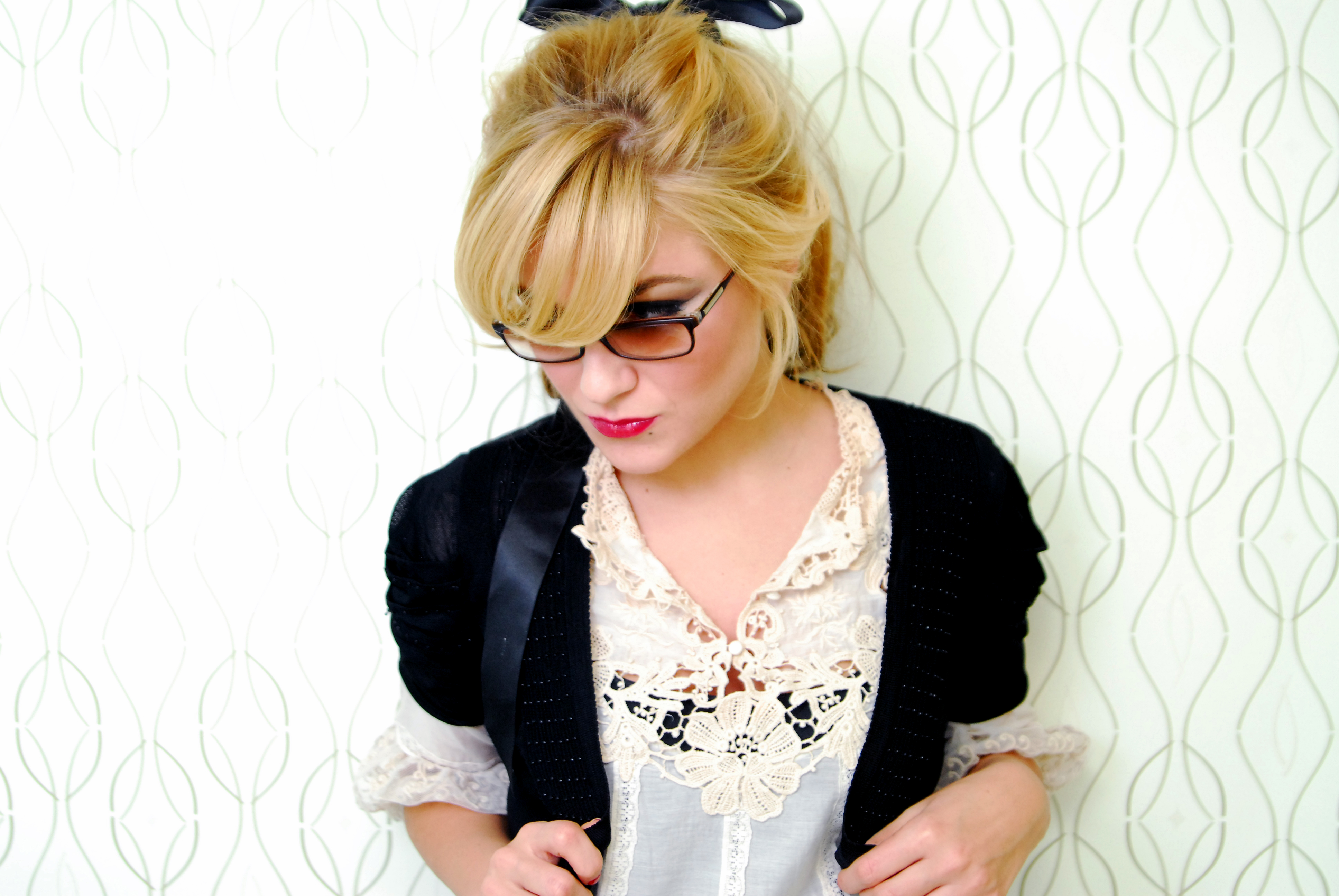
Melody Gardot (* 1985)

### Gards
- Gardschew, Prodan (1936–2003), bulgarischer Ringer
- Gardsjord, Hedda Strand (* 1982), norwegische Fußballspielerin
- Gårdske, Anund, König von Schweden (etwa zwischen 1070 und 1075)

### Gardt
- Gardt, Andreas (* 1954), deutscher Germanist und Sprachwissenschaftler
- Gardthausen, Gustav (1807–1872), deutscher Pastor und Schriftsteller
- Gardthausen, Hans (1776–1845), deutscher Lehrer, Zollverwalter und Schriftsteller
- Gardthausen, Victor (1843–1925), deutscher Althistoriker und Paläograph

### Gardu
- Garduhn, Ernst (1890–1983), deutscher Lehrer
- Garduño, Eduardo (* 1928), mexikanischer Fußballspieler
- Garduño, Flor (* 1957), mexikanische Fotokünstlerin
- Garduño, Moisés (* 1971), mexikanischer Fußballspieler

### Gardy
- Gardy Artigas, Joan (* 1938), spanischer (katalanischer) Keramiker und Bildhauer